# Колодіївка (гміна)
Гміна Колодіївка  (пол. Gmina Kołodziejówka)— колишня сільська гміна у Скалатському повіті Тернопільського воєводства Другої Речі Посполитої. Адміністративним центром гміни було село Колодіївка.
Гміна утворена 1 серпня 1934 року на підставі нового закону про самоуправління (23 березня 1933 року).
Площа гміни — 81,45 км²
Кількість житлових будинків — 1481
Кількість мешканців — 7561
Гміну створено на основі попередніх гмін: Колодіївка, Галущинці, Магдалівка, Панасівка, Жеребки Королівські і Жеребки Шляхетські (1951 року обидва села були об'єднані в одне - Жеребки).